# Reiher (1959)
Reiher – wschodnioniemiecki ścigacz okrętów podwodnych z lat 50. XX wieku, jeden z 12 pozyskanych z ZSRR przez NRD okrętów projektu 201M. Jednostka została zbudowana w stoczni numer 340 w Zielenodolsku, a do służby w marynarce wojennej NRD została wcielona 7 grudnia 1959 roku. W grudniu 1965 roku okręt trafił do straży granicznej, a ze służby wycofano go 14 października 1972 roku.

## Projekt i budowa
Konstrukcja ścigaczy okrętów podwodnych projektu 201 była rozwinięciem poprzedników – jednostek projektu 122bis . Projekt powstał w biurze konstrukcyjnym CKB-340 pod kierunkiem głównego konstruktora A.W. Kunachowicza. Nowe okręty były mniejsze od poprzedników, a przez to odznaczały się gorszą dzielnością morską . Jednostki otrzymały zredukowane do dwóch zestawów 2M-3M uzbrojenie artyleryjskie, w zamian uzyskując cztery rakietowe miotacze bomb głębinowych RBU-1200 (w porównaniu do dwóch na ścigaczach proj. 122bis) . Okręty były też szybsze i wymagały obsady przez mniej liczebne załogi .
Jednostka zbudowana została w radzieckiej stoczni numer 340 w Zielenodolsku (nr budowy 430) .

## Dane taktyczno-techniczne
Okręt był ścigaczem okrętów podwodnych o długości całkowitej 41,9 metra, szerokości 6,1 metra i zanurzeniu 1,8 metra . Wykonany ze stali kadłub jednostki wykonany był w technologii spawania, nadbudówka natomiast była wykonana z duraluminium. Wyporność standardowa wynosiła 185 ton, a pełna 213 ton.
Ścigacz napędzany był przez trzy silniki wysokoprężne 30D o łącznej mocy 6000 KM, poruszające trzema śrubami o stałym skoku, co pozwalało osiągnąć maksymalną prędkość wynoszącą 25 węzłów . Zasięg wynosił 1500 Mm przy prędkości 12 węzłów . Energię elektryczną o napięciu 110 V zapewniały cztery agregaty DG-19 napędzane silnikami wysokoprężnymi o mocy 19 kW każdy . Autonomiczność wynosiła siedem dób .
Uzbrojenie artyleryjskie jednostki stanowiły dwa podwójne zestawy działek automatycznych 2M-3M kalibru 25 mm z zapasem 2000 naboi . Broń ZOP stanowiły cztery rakietowe pięcioprowadnicowe miotacze bomb głębinowych RBU-1200 na dziobie jednostki (z zapasem 60 bomb RGB-12) oraz dwie zrzutnie bomb głębinowych B-1 (z łącznym zapasem 24 bomb)  . Okręt mógł też zabrać na pokład 10 min KB lub AMD-2-500 .
Wyposażenie radioelektroniczne obejmowało m.in. radar nawigacyjny Don-2, radar wykrywania celów Reja, sonar Tamir-11, radionamiernik ARP-50R, system rozpoznawczy „swój-obcy” Fakieł i system zakłóceń pasywnych z dwiema wyrzutniami celów pozornych PK-16 .
Załoga okrętu składała się z 27 oficerów, podoficerów i marynarzy  .

## Służba
Okręt został wcielony do służby w Volksmarine 7 grudnia 1959 roku . Początkowo jednostkę identyfikował jedynie numer burtowy 811, a nazwę „Reiher” otrzymała 16 stycznia 1961 roku . 1 grudnia 1962 roku okręt otrzymał numer 451  . 1 grudnia 1965 roku jednostka została przekazana straży granicznej NRD, otrzymując początkowo numer G-17, zmieniony 1 grudnia 1966 roku na G-23, a 1 grudnia 1971 roku na G-42 . Ostatnie opuszczenie bandery na okręcie odbyło się 14 października 1972 roku .